# Tomorrow (田村ゆかりの曲)
「Tomorrow」（トゥモロー）は、日本の声優、田村ゆかりの15作目のシングル。2008年12月17日にキングレコードから発売された。

## 概要
- ジャケットは、初回限定盤で白いドレスを、通常盤は黒いドレスを着用している。
- 全3曲収録で全てタイアップ付きである。
- 初回限定盤付属のDVDには、ミュージック・クリップが収録されている。
- オリコン・シングル週間チャートで6位を記録し、『Princess Rose』の自己最高タイと並んだ。

## 収録曲
1. Tomorrow [4:46] 
  - 作詞：渡辺なつみ、作曲：野間康介、編曲：太田雅友、ストリングアレンジ：弦一徹
  - 日本テレビ『ポシュレデパート深夜店』12月度テーマソング
  - PSP用ゲームソフト『グローランサー』オープニングテーマ
2. 恋のタイムマシン [3:26] 
  - 作詞：ふじのマナミ、作曲・編曲：太田雅友
  - Windows用ゲームソフト『Dance×Mixer』テーマソング
  - 『喫茶 黒うさぎ〜秘密の小部屋〜』オープニングテーマ（#76〜#125）
3. Don't wake me☆Up [4:32] 
  - 作詞：MIZUE、作曲：原一博、編曲：h-wonder
  - 文化放送『田村ゆかりのいたずら黒うさぎ』エンディングテーマ（2008年11月〜2009年1月）